# Furious Angels
Furious Angels est le premier album studio de Rob Dougan, sorti en 2002 en Angleterre puis en 2003 dans le reste de l'Europe et aux États-Unis.

## Liste des titres
| Disque 1 | Disque 1                                | Disque 1 | Disque 1 | Disque 1 | Disque 1 | Disque 1 | Disque 1 | Disque 1 | Disque 1 |
| No       | Titre                                   | Durée    |          |          |          |          |          |          |          |
| -------- | --------------------------------------- | -------- | -------- | -------- | -------- | -------- | -------- | -------- | -------- |
| 1.       | Prelude                                 | 0:42     |          |          |          |          |          |          |          |
| 2.       | Furious Angels                          | 5:56     |          |          |          |          |          |          |          |
| 3.       | Will You Follow Me?                     | 3:50     |          |          |          |          |          |          |          |
| 4.       | Left Me For Dead                        | 4:39     |          |          |          |          |          |          |          |
| 5.       | I'm Not Driving Anymore                 | 4:34     |          |          |          |          |          |          |          |
| 6.       | Clubbed to Death (Kurayamino Variation) | 7:28     |          |          |          |          |          |          |          |
| 7.       | There's Only Me                         | 5:37     |          |          |          |          |          |          |          |
| 8.       | Instrumental                            | 4:28     |          |          |          |          |          |          |          |
| 9.       | Nothing At All                          | 6:32     |          |          |          |          |          |          |          |
| 10.      | Born Yesterday                          | 5:20     |          |          |          |          |          |          |          |
| 11.      | Speed Me Towards Death                  | 4:32     |          |          |          |          |          |          |          |
| 12.      | Drinking Song                           | 3:58     |          |          |          |          |          |          |          |
| 13.      | Pause                                   | 0:33     |          |          |          |          |          |          |          |
| 14.      | One And The Same (Coda)                 | 5:45     |          |          |          |          |          |          |          |
| 15.      | Clubbed to Death 2 (UK Bonus Track)     |          |          |          |          |          |          |          |          |
| 71:10    |                                         |          |          |          |          |          |          |          |          |

| 1.  | Will You Follow Me?                                          | 4:34 |
| 2.  | Furious Angels                                               | 6:04 |
| 3.  | Left Me for Dead                                             | 4:40 |
| 4.  | I'm Not Driving Anymore                                      | 4:34 |
| 5.  | There's Only Me                                              | 5:36 |
| 6.  | Instrumental (parfois intitulée par erreur Clubbed to Death) | 4:30 |
| 7.  | Nothing at All                                               | 5:54 |
| 8.  | Born Yesterday                                               | 7:33 |
| 9.  | Speed Me Towards Death                                       | 4:30 |
| 10. | One and the Same                                             | 5:45 |

- Clubbed to Death (Video-clip) - 3:28
- Furious Angels (Video-clip) - 3:58

## Autour de l'album

### Inspirations
Les inspirations classiques de l'album sont nombreuses et variées[réf. nécessaire], comme le démontre la sortie de l'album entièrement instrumental qui suivit la parution de l'album standard.
- Le titre Clubbed to Death  utilise comme introduction le thème principal des Variations Enigma (Andante) du compositeur Edward Elgar, en plus d'être inspiré par le Prélude en mi Mineur, Op. 28, No. 4 du compositeur Frédéric Chopin.

### Bandes originales
Plusieurs titres de l'album ont été réutilisés pour des films, des séries ou des publicités.
- Le morceau Clubbed to Death est utilisé dans le film Clubbed to Death (Lola), réalisé par Yolande Zauberman en 1997 et dans le film Matrix, le premier volet de la trilogie sorti en 1999. Il est aussi utilisé dans l'épisode Retour de flamme de la série Alerte Cobra et dans la bande-annonce de Blade: Trinity.
- Le morceau Furious Angels est utilisé dans le film Matrix Reloaded, le deuxième volet de la trilogie sorti en 2003.